# Njord (musikgrupp)
Njord är ett svenskt vikingarockband från Sandviken. Bandet bildades år 2003 av Mathias Hellhoff och Johanna Ersson. Bandnamnet syftar på havsguden Njord i nordisk mytologi.
År 2003 medverkade gruppen på samlingsalbumet Party På Valhall! med trummisen Andreas Momqvist från punkbandet Soypooh. Samma år övergick Momqvist till att vara bandets gitarrist och Patrik Björkmann, också från Soypooh, blev ny trummis.
2005 lämnade båda bandet efter interna konflikter och ägnade sig åt Momqvists soloprojekt Nidhöggs Vrede.
Ett år senare anslöt sig Björkmann åter till gruppen. Samma år kom Daniel Eklund till bandet som gitarrist. 2008 gav skivbolaget Vikingarock Records ut Njords debutalbum Mot himlen... 2011 började Njord göra låtar till sin andra skiva. 2012 lämnade Eklund bandet på grund av tidsskäl och han gjorde sin sista spelning på Kuggnäsfestivalen, där Njord också släppte sitt nya album  För Sverige. Året därpå firade Njord 10 år som band och i samband med det släpptes den digitala skivan Fordom som innehåller äldre inspelningar. 2015 lämnade Johanna bandet. Hon gjorde sin sista spelning på Kuggnäsfestivalen. 2016 presenterades de nya bandmedlemmarna Stefan Johansson, från Völund Smed och Hel, samt Nicklas Ek, också från Völund Smed.
Den 20 maj 2016 släpptes låten Den Ende, vilket är den första låten med den nya uppsättningen. Frihetens Båge var den första och enda singeln från den kommande EP:n "I det gula och blå". Låten släpptes på YouTube 26 februari 2018. Den 26 juli samma år släppes EP:n I det gula och blå. Den 15 augusti 2018 släpptes singeln Nu tar vi över digitalt på Spotify och andra musiktjänster. Den 2 december 2019 släpptes singeln Minnen om hösten digitalt på bland annat Spotify och iTunes. I december 2020 släpptes en liveinspelning från replokalen av Hels låt Eldsjäl på Spotify, Youtube. I april 2021 släpptes låten "Terror i vårt land" på de flesta streamingtjänsterna. I maj och juni släpptes låtarna "Mjölner" och "Under piskan". I augusti släpptes singeln "Nattsvart". Den 21 oktober meddelade bandet på sin Facebooksida att Patrik Björkmann lämnar bandet.

## Medlemmar
- Mathias Hellhoff - Sång och gitarr (2003–)
- Nicklas Ek - Gitarr (2016–)
- Stefan Johansson - Bas och körsång (2015–)

### Tidigare medlemmar
- Patrik Björkmann - Trummor (2003–2005, 2006–2021)
- Johanna Ersson - Bas (2003–2015)
- Daniel Eklund - Gitarr och körsång (2006–2012)
- Andreas Momqvist - Gitarr och körsång (2003–2005)

## Diskografi
| År   | Titel                                     | Titel |
| ---- | ----------------------------------------- | ----- |
| 2012 | För Sverige - Album - Släpptes: 26 juli   |       |
| 2008 | Mot himlen... - Album - Släpptes: 26 juli |       |

| År   | Titel                                              | Titel |
| ---- | -------------------------------------------------- | ----- |
| 2021 | Nattsvart - Singel - Släpptes: 16 augusti          |       |
| 2021 | Under piskan - Singel - Släpptes: 22 juni          |       |
| 2021 | Mjölner - Singel - Släpptes: 21 maj                |       |
| 2021 | Terror i vårt land - Singel - Släpptes: 14 april   |       |
| 2020 | Eldsjäl - Singel - Släpptes: 9 december            |       |
| 2019 | Minnen om hösten - Singel - Släpptes: 2 december   |       |
| 2018 | Nu tar vi över - Singel - Släpptes: 15 augusti     |       |
| 2018 | I det gula och blå - EP - Släpptes: 26 juli        |       |
| 2018 | Frihetens båge - Singel - Släpptes: 26 februari    |       |
| 2016 | Den ende - Singel - Släpptes: 20 maj               |       |
| 2012 | Sigurd Fafnesbane - Singel - Släpptes: 31 oktober  |       |
| 2012 | Det regnar överallt - Singel - Släpptes: 25 juni   |       |
| 2012 | Stolta vikingar - Singel - Släpptes: 19 juni       |       |
| 2007 | Mot himlen... - Singel/Promo - Släpptes: 3 augusti |       |

| År   | Titel                                                        | Titel |
| ---- | ------------------------------------------------------------ | ----- |
| 2013 | Fordom - Samlingsverk - Släpptes: 20 augusti                 |       |
| 2010 | Havin a laugh and havin a say - Samlingsverk - Släpptes: N/A |       |
| 2006 | Carolus Rex VIII - Samlingsverk - Släpptes: Maj              |       |
| 2004 | Carolus Rex VII - Samlingsverk - Släpptes: Maj               |       |
| 2003 | Party på Valhall! - Samlingsverk - Släpptes: N/A             |       |

| År   | Titel                                              | Titel |
| ---- | -------------------------------------------------- | ----- |
| 2010 | För alltid patriot - DVD - Biopremiär: 10 december |       |